# بارت بيوسي
بارت بيوسي (16 أكتوبر 1986 في بلجيكا - ) هو لاعب كرة قدم بلجيكي في مركز الدفاع. شارك مع منتخب بلجيكا تحت 19 سنة لكرة القدم ومنتخب بلجيكا تحت 21 سنة لكرة القدم. أما مع النوادي، فقد لعب مع إن إي سي نيميخن وتفينتي أنشخيدة وزولته فاريجيم وسيركل بروج ونادي كلوب بروج.

## وصلات خارجية
- بارت بيوسي على موقع الاتحاد الأوربي (الإنجليزية)
- بارت بيوسي على موقع الاتحاد البلجيكي (الإنجليزية)
- بارت بيوسي على موقع قاعدة بيانات كرة القدم.إي يو (الإنجليزية)
- بارت بيوسي على موقع Soccerway.com (الإنجليزية)
- بارت بيوسي على موقع عالم كرة القدم.نت (الإنجليزية)
- بارت بيوسي على موقع AS.com (الإسبانية)